# 波斯語維基百科
波斯語維基百科為維基百科協作計劃之波斯語版本，由非營利組織維基媒體基金會维护运作。2012年8月在各語言維基百科計劃中条目数量排名第20，用户数量排名第15，管理员数目排名第28。波斯語維基百科計劃開始於2003年11月（伊朗曆1382年11月），至2011年5月已有超過20万條目。波斯語維基百科在伊朗网站的Alexa排名第11位。在波斯語維基百科，匿名用户不可创建条目。2024年4月，波斯語維基百科條目數量突破一百萬。

## 历史
伊朗软件工程师Roozbeh Pvrnadr和M. Lynqyan把维基软件翻译为波斯語。当时波斯語維基百科仅有1000个条目。后来条目数量不断增加，2008年10月31日数量突破5万，2010年8月25日突破10万。波斯語維基百科条目数在此之后分别超越沃拉普克语维基百科、泰语维基百科、斯洛伐克语维基百科、罗马尼亚语维基百科、土耳其语维基百科和韩语维基百科，在2012年7月12日条目数突破20万。
波斯語維基百科最早仅有有关化学元素和历史的条目，后来创建了很多地理和宗教（以佛教和拜火教为主）的条目。虽然伊朗的版权法不够成熟，但是波斯語维基百科对版权问题十分重视。

## 存在问题

維基百科各個語言版本與其參與編輯、來自世界各地的用戶對照表。

据期刊PLOS ONE，2012年Yasser Taha等人统计了維基百科各個語言版本與其參與編輯、來自世界各地的用戶，发现仅有45%的编辑者来自伊朗，其他都来自别的国家。
波斯語維基百科遇到的主要挑战和问题有：
- 互联网普及率低，2007年伊朗使用互联网的人约750万，占总人口的10.6％[7]；而阿富汗的互联网普及率仅为1.1％，只有三十万人口使用互联网[8][9]。
- 语言标准不规范：用Google搜索波斯文时里面如果多出了零宽非连接空格会得到完全不同的结果。
- 互联网上波斯文内容不多：编辑者从网上查到的波斯文内容不少是在一个叫Khvdnvshtha的博客中，不符合可靠来源的标准。
- 网络连接问题：宽带家庭上网，大多数伊朗人只能从网络提供商申请到128kbps的带宽，很少用户可以使用ADSL。因为很多图像大小超过1MB，上传这些图像需要数十秒钟。
- 国家没有成熟的版权法规，早期上传的图片很多侵权。

2012年6月，波斯語維基百科的活跃用户共2067个，其中只有93个用户在2012年6月作出至少100次编辑。波斯語維基百科的所有图片曾于2010年12月19日被伊朗封锁，后解封。
2020年，伊朗爆發2019冠状病毒病的疫情後，波斯語維基百科於3月2日被伊朗政府封鎖。

## 条目数量
| 日期       | 条目数量 | 经过时间（天） | 排名 |
| ---------- | -------- | -------------- | ---- |
| 2003-11    | 1        |                |      |
| 2004-12-16 | 1,000    | 约400          |      |
| 2006-02-18 | 10,000   | 428            | 38   |
| 2007-04-24 | 20,000   | 430            |      |
| 2008-01-11 | 30,000   | 235            | 41   |
| 2008-07-17 | 40,000   | 188            | 38   |
| 2008-10-30 | 50,000   | 105            | 36   |
| 2009-05-03 | 60,000   | 184            | 35   |
| 2009-10-02 | 70,000   | 152            | 34   |
| 2009-10-03 | 80,000   | 1              | 32   |
| 2010-01-27 | 90,000   | 116            | 33   |
| 2010-08-25 | 100,000  | 209            | 33   |
| 2010-11-29 | 110,000  | 96             | 32   |
| 2011-03-21 | 120,000  | 113            | 30   |
| 2011-05-20 | 130,000  | 60             | 29   |
| 2011-05-20 | 140,000  | 0              | 28   |
| 2011-05-22 | 150,000  | 2              | 24   |
| 2011-08-04 | 160,000  | 62             | 24   |
| 2012-01-27 | 170,000  | 176            | 24   |
| 2012-04-07 | 180,000  | 72             | 23   |
| 2012-05-19 | 190,000  | 42             | 21   |
| 2012-07-09 | 200,000  | 52             | 21   |
| 2012-07-14 | 210,000  | 5              | 20   |

## 外部連結
- 波斯語維基百科 （页面存档备份，存于）